# Charles Butterworth
Charles Butterworth (ur. 26 lipca 1896 w South Bend, zm. 14 czerwca 1946 w Los Angeles) – amerykański aktor filmowy. Wyróżniony gwiazdą na Hollywoodzkiej Alei Gwiazd. Zginął w wypadku samochodowym.

## Filmografia
- 1930: The Life of the Party jako Pułkownik Joy
- 1932: Manhattan Parade jako Herbert
- 1932: Kochaj mnie dziś jako hrabia de Savignac
- 1934: Kot i skrzypce jako Charles
- 1937: Co dzień święto jako Larmadou Graves
- 1940: Druga zwrotka jako pan Chisholm
- 1942: Give Out, Sisters jako Prof. Woof
- 1943: To jest armia jako Eddie Dibble
- 1944: Za wami, chłopcy jako Louie Fairweather